# Manouba
Manouba  (în arabă منوبة ) este un oraș  în  Tunisia. Este reședinta  guvernoratului Manouba.